# Dmitri Konstantinowitsch Kisseljow

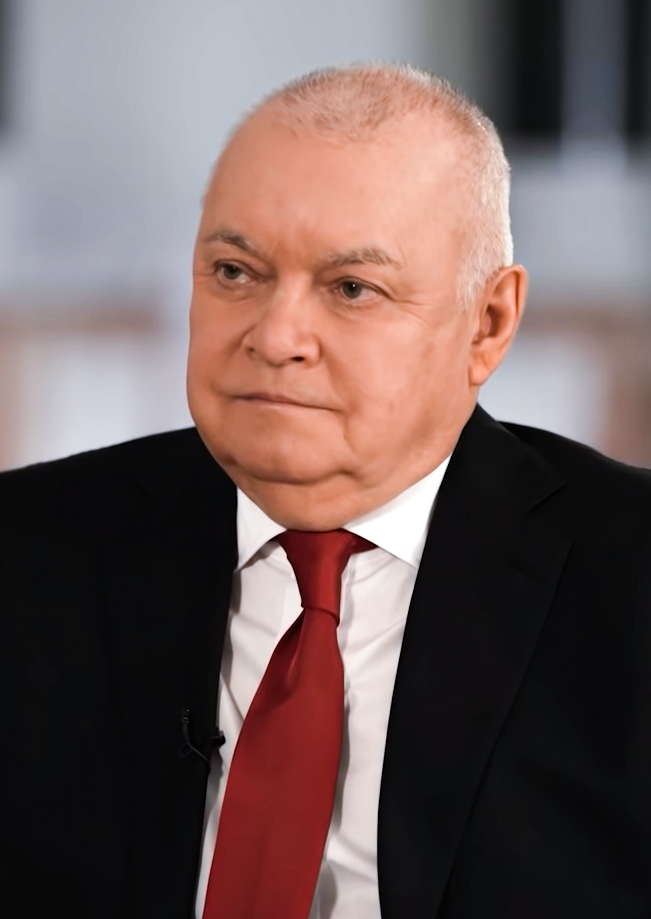
Dmitri Kisseljow (2021)

Dmitri Konstantinowitsch Kisseljow (russisch Дми́трий Константи́нович Киселёв; * 26. April 1954 in Moskau) ist ein russischer Journalist. Er ist seit 2013 Generaldirektor der staatlichen Nachrichtenagentur Rossija Sewodnja, zu der das Nachrichtenportal Sputnik gehört und eine der Hauptpersonen der russischen Propaganda.

## Leben
Kisseljow wuchs in Moskau auf und studierte in den 1970er-Jahren Skandinavistik an der Universität Leningrad. Anschließend arbeitete er als Journalist, zunächst für das sowjetische Fernsehen, später für verschiedene russische und ukrainische Sender. Seit 2005 ist er für den Fernsehsender Rossija 1 tätig und moderiert u. a. die Sendung Westi Nedeli, ein Rückblick auf die Nachrichten der Woche. Kisseljow ist auch Vizedirektor der staatlichen Medienholding-Gesellschaft WGTRK.
Am 9. Dezember 2013 wurde bekanntgegeben, dass die Nachrichtenagentur RIA Novosti und der Auslandssender Stimme Russlands auf Erlass von Präsident Wladimir Putin zum 31. Dezember 2013 aufgelöst werden und an ihre Stelle eine neue staatliche Nachrichtenagentur namens Rossija Sewodnja treten solle. Kisseljow werde Chef dieser neuen Staatsagentur.
Kisseljow gilt als ausgesprochener Unterstützer der Politik von Wladimir Putin. Zu dessen 60. Geburtstag verglich er Putin in einem positiven Sinne mit dem Diktator Josef Stalin. In der Berichterstattung über Kisseljow wurden mehrfach nationalistische, fremdenfeindliche, wie auch polemische Äußerungen zur Politik der EU sowie homophobe Aussagen von ihm zitiert.
Kisseljow ist verheiratet und hat vier Kinder aus mehreren Ehen.
Kisseljow wurde nach der russischen Annexion der Krim als einziger russischer Journalist auf die Sanktionsliste der EU gesetzt, damit ist er unter anderem von einem Einreiseverbot in die EU betroffen.
Kisseljow wird in zahlreichen, auch russischen Medien oft als „Chef-Propagandist des Kreml“ bezeichnet. Der Schriftsteller Dmitri Bykow war überzeugt, dass Kisseljow wissentlich Lügen verbreite, aber Präsident Putin kenne keine andere Methode, sein Volk zu lenken.
Im Februar 2015 sagte Kisseljow, Russland sei das einzige Land der Welt, das „die USA in radioaktiven Staub verwandeln“ könne.
Alexander Golz bezeichnete das als eine gezielte Kampagne Russlands und den „Versuch, die eigene Bevölkerung zu überzeugen, dass Russland, solange es Atomwaffen hat, tun kann, was es will“. Katja Gloger beschrieb 2015 die Nachrichtensendung von Kisseljow als „zweistündige Tour de Force, nein, ein apokalyptischer Ritt“ nach immer demselben Muster: Imperialistische USA, protofaschistische Ukraine, Merkel als Vasall der USA, Dekadenz des Westens, - ein „Spiel mit Vorurteilen und Ängsten“. Das Widerwärtigste seien die steckbriefartigen Porträts liberaler Russen, diese würden als „bezahlt vom Westen und Russlands unwürdig“ verunglimpft.
Am 26. April 2020 sprach sich Kisseljow in einem Fernsehbeitrag dafür aus, ein Denkmal für den Nazikollaborateur Pjotr Krasnow zu errichten. Der Duma-Abgeordnete Waleri Raschkin forderte deswegen die Staatsanwaltschaft auf, sich der Aussagen Kisseljows anzunehmen und diese auf Extremismus zu überprüfen. Am 1. Mai 2022 präsentierte er als Drohung gegenüber Großbritannien für den Fall der Waffenhilfe gegen Russland im Krieg gegen die Ukraine im Staatsfernsehen einen von ihm selbst effektvoll kommentierten apokalyptischen Clip, der die Vernichtung der Britischen Inseln durch einen nuklearen Angriff mit der Unterwasserdrohne Poseidon zeigt, deren Zündung im Ostatlantik eine 500 Meter hohe radioaktive Tsunamiwelle auslösen und das Vereinigte Königreich komplett überfluten würde.

## Auszeichnungen
- 5. Mai 2011 Orden der Freundschaft.[21]
- 13. Februar 2014 Verdienstorden für das Vaterland IV Stufe.[22]

Am 3. April 2014 entzog Litauens Präsidentin Dalia Grybauskaitė Kisseljow eine 1994 verliehene Ehrenmedaille.